# Fratta Todina
Fratta Todina – miejscowość i gmina we Włoszech, w regionie Umbria, w prowincji Perugia.
Według danych na rok 2004 gminę zamieszkiwały 1702 osoby, 100,1 os./km².